# دايفيد بي رينولدز
دايفيد بي رينولدز (بالإنجليزية: David P. Reynolds)‏ هو شخصية أعمال أمريكي، ولد في 16 يونيو 1915 في بريستول في الولايات المتحدة، وتوفي في 29 أغسطس 2011 في ريتشموند في الولايات المتحدة.